# HD 103637
HD 103637，又名CD-38 7410，SAO 202950、HR 4568，是一颗恒星，视星等为6.13，位于銀經291.45，銀緯21.94，其B1900.0坐标为赤經11h 50m 50.1s，赤緯-39° 21.94′ 56″。